# کیرک دمیکو
کیرک دمیکو (انگلیسی: Kirk DeMicco) یک فیلم‌نامه‌نویس کارگردان و تهیه‌کننده اهل ایالات متحده آمریکا است.

## فیلم‌شناسی
- جستجو برای کملوت (۱۹۹۸) - نویسنده
- گورخر مسابقه (۲۰۰۵) - نویسنده
- میمون‌های فضایی (۲۰۰۸) - نویسنده و کارگردان
- غارنشین‌ها (۲۰۱۳) - نویسنده و کارگردان
- غارنشین‌ها: عصر جدید (۲۰۲۰) - نویسنده
- ویوو (۲۰۲۱) - نویسنده و کارگردان [۳]